# Hygrochroa uvada
Hygrochroa uvada är en fjärilsart som beskrevs av Barnes. Hygrochroa uvada ingår i släktet Hygrochroa och familjen silkesspinnare. Inga underarter finns listade i Catalogue of Life.